# Oksacylina
Oksacylina – organiczny związek chemiczny, półsyntetyczny antybiotyk beta-laktamowy należący do grupy penicylin o wąskim spektrum działania.Wykazuje oporność wobec klasycznych plazmidowych penicylinaz, które są wytwarzane przez gronkowce (bakterie te są więc oporne na klasyczną penicylinę).
Lek używany jest głównie do zwalczania wrażliwych szczepów gronkowców, które nie wykształciły innych mechanizmów oporności, takich jak wytwarzanie silniejszych beta-laktamaz czy zmiany miejsca docelowego (MRSA).
Poza gronkowcami, antybiotyk zachowuje aktywność względem paciorkowców, z tym że jest ona niższa niż naturalnej penicyliny G.
Innymi penicylinami półsyntetycznymi o wąskim spektrum są nafcylina, dikloksacylina, oraz używana głównie do diagnostyki mikrobiologicznej metycylina.
Preparaty:
- Bristopen (Bristol-Myers Squibb)
- Oxacilin Spofa (Léčiva)
- Oxacillin (Chinoin)
- Oxacillin Natrium (Medexport)
- Stapenor (Bayer)